# Medicosma parvifolia
Medicosma parvifolia är en vinruteväxtart som beskrevs av Thomas Gordon Hartley. Medicosma parvifolia ingår i släktet Medicosma och familjen vinruteväxter. Inga underarter finns listade i Catalogue of Life.